# Hans Walter Kivelitz
Hans Walter Kivelitz (* 9. März 1927 in München; † 13. August 2022 in Düsseldorf) war ein deutscher Maler und Kunstpädagoge. Er war Mitglied in der Künstlervereinigung „Malkasten Düsseldorf“ und im Westdeutschen Werkbund.

## Leben
Hans Walter Kivelitz wurde als Sohn rheinischer Eltern in München geboren. Sein Vater, den er selbst als streng und liebevoll bezeichnet, arbeitete als Musiker und Musiklehrer im Ruhrgebiet. Dort wuchs Kivelitz auf. Nach dem Abitur 1946 nahm er zunächst eine Tätigkeit als Zechen- und Hilfsarbeiter auf. Von 1948 bis 1953 studierte Kivelitz zuerst an der Werkkunstschule Köln, dann an der Kunstakademie Düsseldorf und schließlich an der Universität Köln. Ab 1951 wohnte und arbeitete Hans Walter Kivelitz in Düsseldorf. 1953 trat er in den Schuldienst ein und war bis 1989 am Humboldt-Gymnasium Düsseldorf tätig.
Als prägendes Element in seiner Jugend nannte Kivelitz neben der Schule und dem Elternhaus auch die Hitlerjugend, der alle seines Jahrgangs ausgesetzt waren. Die selbstbenannte besondere Eigenschaft, ‚sich zu widersetzen’, führt er unter anderem auf den unbedingten Gehorsam in der Hitlerjugend zurück. Die Abneigung, dass andere ihm etwas sagen konnten, behielt er lebenslang bei. Die Malerei auf seine eigene Weise unter Ausschaltung von vordergründigen Einflüssen auszuüben, führte er ebenfalls darauf zurück, dass Autoritäten – wie Lehrer, Professoren etc. – bei ihm Widerspruch hervorrufen. Die Akademie sah er als reinen Lehrbetrieb. Seine Vorbilder suchte er sich selbst und nannte u. a. Albrecht Dürer, Michelangelo und Caspar David Friedrich für die Jugend sowie Max Beckmann, Paul Cézanne und Francisco Goya als später hinzugekommene.
Die Distanz zu allen Formen des Kunstbetriebs hatte zur Konsequenz, dass Kivelitz sich nie einer Gruppe anschloss und seinen Lebensunterhalt mit dem Lehrberuf verdienen musste. Er legte jedoch großen Wert auf seine Unabhängigkeit und betrachtete sich als wirklich freier Maler.
Er starb 95-jährig an den Folgen eines Schlaganfalls.

## Werk
Der Maler Hans Walter Kivelitz bevorzugte überwiegend klassische Ölmalerei auf großen Formaten. Seine Bilder zeigen Landschaften, Menschengruppen, Großporträts und Blumen. Darüber hinaus findet man in seinem Werk auch die Beschäftigung mit der Vergänglichkeit des Lebens: geschlachtete Tiere, Schädel und tote Fische. Das Zeichnen hatte für Kivelitz große Bedeutung. Die genaue Erfassung der Dinge, die man dabei lernt, war für ihn sehr wichtig. Die Radierung ist eine Technik, die er immer wieder mal aufgriff, obwohl er sich selbst nicht als großen Techniker sah. Er betrachtete die Radierung als Voraussetzung und nicht als Selbstzweck.
Die Themen seiner Malerei sind nicht geprägt vom Spektakulären, Aktuellen, Modischen oder Avantgardistischen, sondern alles, was er malte, basierte auf sinnlichen Begegnungen und Eindrücken, die ihn ganz persönlich berührten. In Kivelitz’ Bildern steckt nichts Allegorisches oder Mythisches. Sie sind vielmehr intensive Auseinandersetzungen mit seiner Umwelt, der Natur und den Menschen. Eine Übersetzung der Realität in die Gesetze der Malerei und der Zeichnung.
Die Themen seiner Malerei lassen sich grob in drei Hauptkategorien einordnen. Als erstes wären da die Bilder mit Menschen zu nennen, die sich wiederum in zwei Gruppen unterteilen lassen: Erstens in die Einzelporträts, die eher Persönlichkeiten darstellen, und zweitens in die Menschengruppen-Bilder, die eher Typen zeigen. Der zweite große Bereich, die Landschaftsbilder, kennzeichnet sich durch das Erlebnis der Wahrnehmung, das sich auf den Betrachter überträgt. In erster Linie finden sich hier mediterrane Landschaften. Das dritte große Feld sind Bilder von geschlachteten und toten Tieren. Sie befriedigen keinen Voyeurismus, sondern sind nüchterne Hinweise auf den ewigen Kreislauf von Leben und Tod.
Ausgangspunkt seiner Arbeiten waren immer Augen-Blicks-Begegnungen. Dazu benutzte der Maler Kivelitz sein „Maler-Tagebuch“, Skizzenbücher, in denen er festhielt, was ihm begegnete und ihn berührte, was später womöglich ein Bild wurde.
In allen Bildern sind die Farben eher gedämpft und ruhig. Es gibt keine Effekte, nichts, was von dem Wesen der Dinge ablenken könnte. Den Vorwurf des 'Farbfeiglings' wies Kivelitz aber zurück. Da er das von ihm Gesehene zum Ausgangspunkt seiner Malerei machte, ergäbe sich von selbst eine gewisse Knappheit oder Kargheit der Farben.

## Ausstellungen (Auswahl)
- 17. August – 17. Oktober 2002 – Maler-Tagebuch, Zeichnungen und Skizzen. Museum Wartehalle, Lützkampen.
- 16. Januar – 22. April 2007 – Hans Walter Kivelitz, Künstlerverein Malkasten, Düsseldorf.
- 11. März 2007 – „Vernissage H. W. Kivelitz“; zum 80. Geburtstag, Düsseldorf-Derendorf.